# طارنت

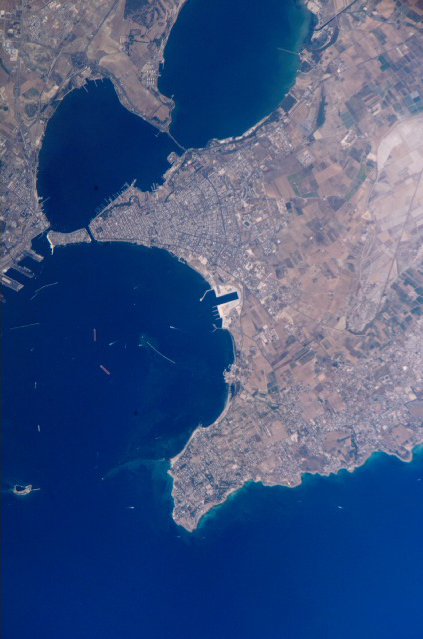
طارنت

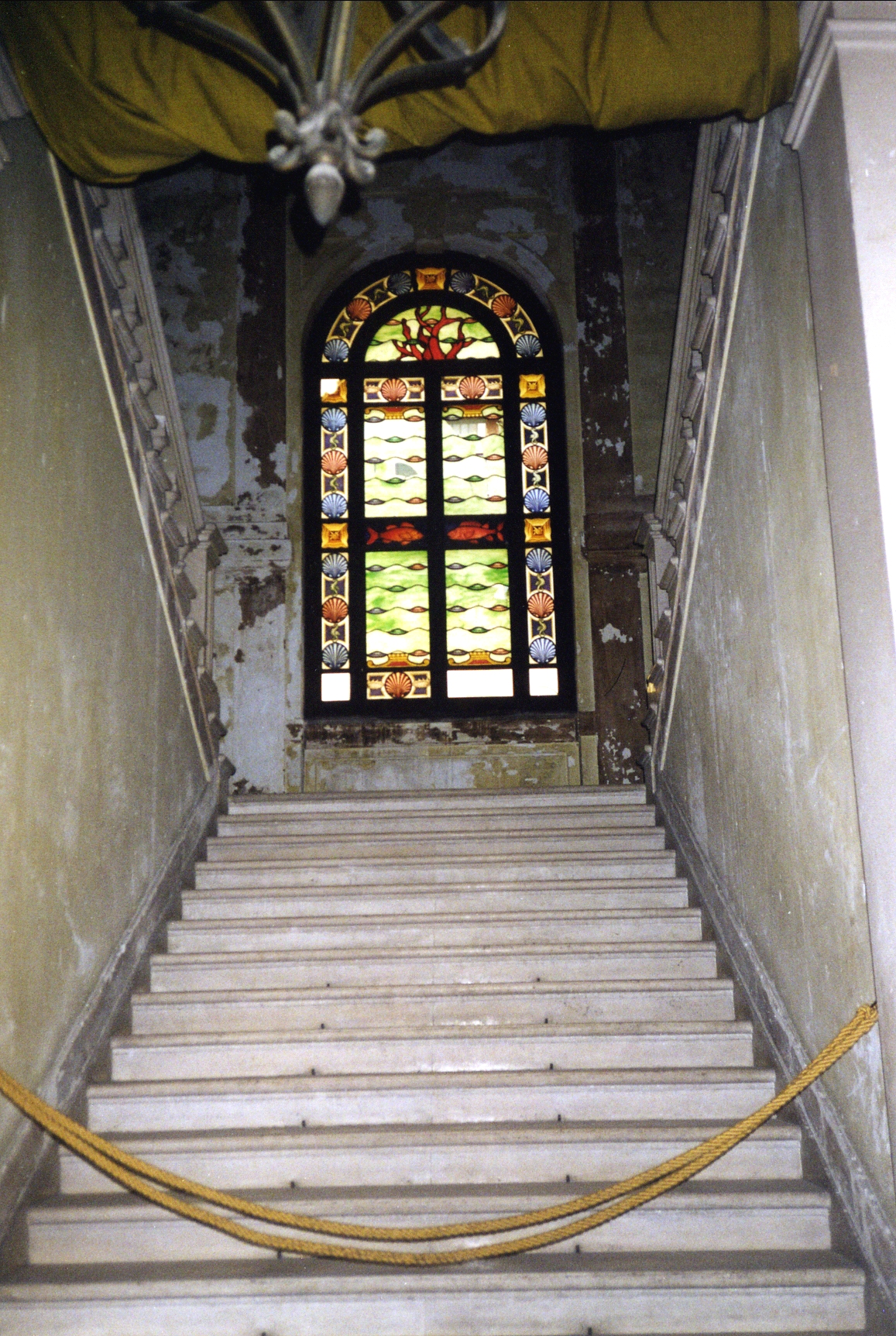

طارنت أو طارنطس أو تارانتو (بالإيطالية:Taranto)، مدينة في الجزء الشرقي من جنوب إيطاليا على خليج طارنت في البحر الأيوني ضمن إقليم بولية، وهي عاصمة مقاطعة طارنت، ثالث أكبر مدينة في منطقة جنوب شبه الجزيرة الإيطالية. عدد سكانها 202.033 نسمة.
تعد ميناءً كبيرا ومهما من الناحية التجارية والصناعية والعسكرية بالنسبة للبحرية الإيطالية، وتضم صناعة متطورة في صناعة مسابك الحديد والصلب ومصافي النفط وبعض المواد الكيميائية واحواض بناء السفن ومصانع الاغذية.
أسسها الإغريق في القرن الثامن قبل الميلاد كمستعمرة. المدينة القديمة واقعة في شبه جزيرة، أما المدينة الحديثة فقد بنيت على مقبرة إغريقية قديمة.
تحمي جزيرتا سان بييترو وسان باولو الصغيرتان  الخليج الصغير المسمى Mar Grande أي البحر الكبير الذي يوجد عليه الميناء التجاري. يسمى الخليج الصغير الآخر Mar Piccolo أي البحر الصغير. فيه يزدهر الصيد، والبحر الصغير هو الميناء العسكري وله أهمية إستراتيجية.
في نهاية القرن التاسع عشر، حفرت قناة للسماح للسفن العسكرية بالدخول إلى ميناء البحر الصغير، فأصبحت المدينة القديمة اليونانية جزيرة. وبالإضافة إلى ذلك، أصبحت الجزيرتان والساحل محصنتين جيدا. وبسبب وجود هذين الخليجين الصغيرين تسمى طارنت «مدينة البحرين».
أطلق المستعمرون القادمون من إسبارطة اليونانية على المنطقة اسم Taras نسبة إلى بطل خرافي، بينما أسماها الرومان تارانتم (باللاتينية: Tarentum). تشتهر طارنت بالهجوم البريطاني على قاعدة Regia Marina خلال الحرب العالمية الثانية وعرفت باسم معركة (أو ليلة) طارنت.
ينسب إلى طارنت نوع من الرتيلاء أو العنكبوت من فصيلة ثيرابهوسيداي. في الأزمنة القديمة، كان أهالي مدينة طارنت يعتقدون أن على من يتعرض للدغة هذا العنكبوت الرقص لفترة طويلة، لكي تخرج السموم مع العرق من المسامات للنجاة من العضة. أصبحت الرقصة معروفة محليا باسم tarantella.[بحاجة لمصدر]

## السكان
في سنة 1861 بلغ عدد السكان 26٬163 نسمة، وتطور العدد ليصل في سنة 2011 إلى 200٬154 نسمة.
يظهر هذا المخطط البياني تطور النمو السكاني لتارانتو